# Amr Zaki
Amr Hassan Zaki (en árabe: عمرو حسن زكى) nació el 1 de abril de 1983 en El Mansurá, Egipto, es un exfutbolista internacional. Con la selección faraónica ha ganado dos Copas de África.

## Carrera
Zaki comenzó a desarrollar su carrera deportiva en el Al-Mansoura FC de su ciudad natal antes de recalar en el ENPPI para la temporada 2003/04. Con el modesto ENPPI logró terminar una excelente temporada 2004/05 como máximo goleador de la liga egipcia, campeón de Copa y subcampeón de liga. Tras su éxito, Zaki fichó por el Lokomotiv de Moscú, aunque no llegó a jugar ningún partido. Por ello, Zaki decidió volver a su país para fichar por el Zamalek, uno de los dos grandes del fútbol faraónico junto al Al Ahly, con el que también ganó una Copa en 2008.
El 22 de julio de 2008, Amr Zaki llegó cedido al Wigan Athletic, con quien realizó un arranque de Premiership 2008/09 espectacular, marcando 7 goles en 8 partidos. Ello ha provocado que equipos como Arsenal, Tottenham Hotspur, Juventus, Manchester City, Real Madrid o Liverpool estén interesados en su fichaje.
Zaki fue nominado a Futbolista Africano del año 2008 y fue incluido en el Once Ideal de la Copa de África de Ghana 2008.

## Clubes
| Club                    | País       | Año       | Partidos[cita requerida] | Goles[cita requerida] |
| ----------------------- | ---------- | --------- | ------------------------ | --------------------- |
| El Mansoura SC          | Egipto     | 2001-2003 | 20                       | 20                    |
| ENPPI                   | Egipto     | 2003-2005 | 41                       | 16                    |
| Lokomotiv Moscú         | Rusia      | 2006      | 0                        | 0                     |
| Zamalek                 | Egipto     | 2006-2012 | 54                       | 22                    |
| Wigan Athletic (cedido) | Inglaterra | 2008-2009 | 12                       | 13                    |
| Hull City (cedido)      | Inglaterra | 2010      | 23                       | 18                    |
| Elazığspor              | Turquía    | 2012      |                          |                       |
| Al-Salmiya              | Kuwait     | 2013-2014 |                          |                       |
| Raja Casablanca         | Marruecos  | 2014      |                          |                       |
| Al Ahed                 | Líbano     | 2014      |                          |                       |
| Al-Mokawloon Al-Arab    | Egipto     | 2015      |                          |                       |

## Palmarés

### Torneos nacionales
| Título         | Club    | País   | Año  |
| -------------- | ------- | ------ | ---- |
| Copa de Egipto | ENPPI   | Egipto | 2005 |
| Copa de Egipto | Zamalek | Egipto | 2008 |

### Copas internacionales
| Título                     | Club                | País   | Año  |
| -------------------------- | ------------------- | ------ | ---- |
| Copa de África de Naciones | Selección de Egipto | Egipto | 2006 |
| Copa de África de Naciones | Selección de Egipto | Ghana  | 2008 |